# 行列単位
数学、特に線型代数学や、環と加群の理論において、行列単位（ぎょうれつたんい、英: matrix unit）とは、ただ 1 つの成分が 1 で残りの成分が全て 0 である行列のことである。(i, j) 成分が 1 の行列単位は Eij などと書かれる。
体 K 係数の n × m 行列全体は K-ベクトル空間であり、nm 個の行列単位はその基底となる。
行列 M = (mij) に対して、Eij M Ekl = mjk E il が成り立つ（ただし行列のサイズは積が定義されるようなものとする）。とくに、行列単位同士の積について、Eij Ekl は j = k のとき Eil で、j ≠ k のとき 0 である：
{\displaystyle E_{ij}E_{kl}=\delta _{jk}E_{il}}
ここで、δjk はクロネッカーのデルタである。